# 卢瓦松河畔瑞维尼
卢瓦松河畔瑞维尼（法語：Juvigny-sur-Loison，法語發音：[ʒyviɲi syʁ lwazɔ̃]）是法国默兹省的一个市镇，位于该省北部，属于凡尔登区。

## 地理
卢瓦松河畔瑞维尼（49°28'1"N, 5°20'28"E）面积16.42 平方千米，位于法国大東部大區默兹省，该省份为法国西北部内陆省份，北与比利时接壤，西接马恩省和阿登省，南至上马恩省和孚日省，东临默尔特-摩泽尔省。
与卢瓦松河畔瑞维尼接壤的市镇（或旧市镇、城区）包括：昂莱瑞维尼、巴隆、伊雷勒塞克、卢瓦松河畔卢皮、蒙梅迪、穆宰、坎西-朗泽库尔。

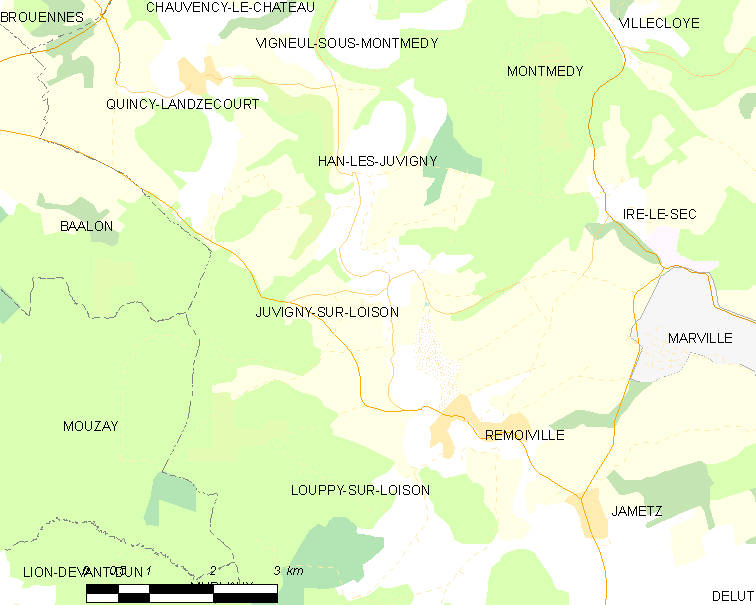
卢瓦松河畔瑞维尼的OSM定位图

卢瓦松河畔瑞维尼的时区为UTC+01:00、UTC+02:00（夏令时）。

## 行政
卢瓦松河畔瑞维尼的邮政编码为55600，INSEE市镇编码为55262。

## 政治
卢瓦松河畔瑞维尼所属的省级选区为蒙梅迪县。

## 人口

1962-2008年间卢瓦松河畔瑞维尼人口变化图示

卢瓦松河畔瑞维尼于2022年1月1日时的人口数量为248人。